# Kenny Rankin
Kenneth Joseph Rankin, detto Kenny (New York, 10 febbraio 1940 – Los Angeles, 7 giugno 2009), è stato un cantante e compositore statunitense, di genere jazz e pop.

## Biografia
Nel 1965 partecipa al Festival di Sanremo, venendo chiamato in extremis a sostituire Dionne Warwick quale partner straniero di Bruno Lauzi nel brano Il tuo amore, che non viene ammesso alla serata finale.
Nel 1967 pubblica Mind-Dusters, il suo album di debutto, a cui ne sono seguiti ad oggi altri 13, compresa una compilation.
Rankin è scomparso all'età di 69 anni a Los Angeles a seguito di un tumore polmonare 